# Pseudopomyza aristata
Pseudopomyza aristata är en tvåvingeart som först beskrevs av Harrison 1959.  Pseudopomyza aristata ingår i släktet Pseudopomyza och familjen Cypselosomatidae. Inga underarter finns listade i Catalogue of Life.